# Magritte du meilleur court métrage de fiction
Le Magritte du meilleur court métrage de fiction est une récompense décernée depuis 2016 par l'Académie André Delvaux, laquelle décerne également tous les autres Magritte du cinéma. Il est accordé au meilleur court métrage belge francophone de l'année.
De 2011 à 2015, les courts métrages étaient récompensés par le Magritte du meilleur court métrage, sans distinction entre les courts métrages de fiction et ceux d'animation.

## Palmarès

### Années 2010
| Année | Film                 | Réalisateur(s)                        |
| ----- | -------------------- | ------------------------------------- |
| 2016  | L'Ours noir          | Méryl Fortunat-Rossi et Xavier Seron  |
| 2016  | Jay parmi les hommes | Zeno Graton                           |
| 2016  | Tout va bien         | Laurent Scheid                        |
| 2017  | Le Plombier          | Méryl Fortunat-Rossi et Xavier Seron  |
| 2017  | À l'arraché          | Emmanuelle Nicot                      |
| 2017  | Les Amoureuses       | Catherine Cosme                       |
| 2018  | Avec Thelma          | Ann Sirot et Raphaël Balboni          |
| 2018  | Kapitalistis         | Pablo Muñoz Gomez                     |
| 2018  | Le Film de l'été     | Emmanuel Marre                        |
| 2018  | Les Petites Mains    | Rémi Allier                           |
| 2019  | Icare                | Nicolas Boucart                       |
| 2019  | Calamity             | Séverine De Streyker et Maxime Feyers |
| 2019  | D'un château l'autre | Emmanuel Marre                        |
| 2019  | Une sœur             | Delphine Girard                       |

### Années 2020
| Année | Film                | Réalisateur(s)                       |
| ----- | ------------------- | ------------------------------------ |
| 2020  | Matriochkas         | Bérangère McNeese                    |
| 2020  | Bruxelles-Beyrouth  | Thibaut Wohlfahrt et Samir Youssef   |
| 2020  | Detours             | Christopher Yates                    |
| 2020  | Lucia en el limbo   | Valentina Maurel                     |
| 2022  | Sprötch             | Xavier Seron                         |
| 2022  | L'Enfant salamandre | Théo Degen                           |
| 2022  | T'es morte Hélène   | Michiel Blanchart                    |
| 2022  | Titan               | Valéry Carnoy                        |
| 2023  | Ma gueule           | Gregory Carnoli et Thibaut Wohlfahrt |
| 2023  | Drame 71            | Guillaume Lion                       |
| 2023  | Les Huîtres         | Maïa Descamps                        |
| 2023  | Patanegra           | Méryl Fortunat-Rossi                 |

## Nominations et récompenses multiples
Trois récompenses :
- Xavier Seron : récompensés en 2016 pour L'Ours noir (avec Méryl Fortunat-Rossi), en 2017 pour Le Plombier (avec Méryl Fortunat-Rossi) et en 2022 pour Sprötch. À noter qu'il était également nommé pour le Magritte du meilleur court métrage en 2012, pour Mauvaise Lune (avec Méryl Fortunat-Rossi).

Deux récompenses et une nomination :
- Méryl Fortunat-Rossi : récompensée en 2016 pour L'Ours noir (avec Xavier Seron) et en 2017 pour Le Plombier (avec Xavier Seron), et nommée en 2023 pour Patanegra. À noter qu'elle était également nommée pour le Magritte du meilleur court métrage en 2012, pour Mauvaise Lune (avec Xavier Seron).

Une récompense et une nomination :
- Thibaut Wohlfahrt : récompensé en 2023 pour Ma gueule (avec Gregory Carnoli) et nommé en 2020 pour Bruxelles-Beyrouth (avec Samir Youssef).

Deux nominations :
- Emmanuel Marre : en 2018 pour Le Film de l'été et en 2019 pour D'un château l'autre.